# Pteris moluccana
Pteris moluccana är en kantbräkenväxtart som beskrevs av Bl. Pteris moluccana ingår i släktet Pteris och familjen Pteridaceae. Inga underarter finns listade.